# Balgo
Balgo, auch Wirrimanu genannt, ist eine kleine Siedlung der Aborigines in Western Australia. Der Ort liegt am Tanami Track zwischen der Großen Sandwüste und der Tanami Desert, 280 km südöstlich von Halls Creek und 830 km nordwestlich von Alice Springs. Sie beherbergt eine große Künstler-Kooperative der Aborigines.

## Ort
Die Gründung von Baldo geht auf die Aborigines-Missionsstation Balgo Hills zurück, die in den 1940er Jahren etwa 20 km westlich des heutigen Baldo entstand und in den 1960er Jahren wegen Wassermangel aufgegeben wurde.
Durch den heutigen Ort führt der unbefestigte Tanami Track. Baldo besteht aus etwa 70 Häusern. Es gibt eine Tankstelle, einen Supermarkt, eine katholische Kirche und eine Schule, ein Kunst- und Kulturzentrum, eine Klinik und eine Polizeistation.
Die im Ort befindliche Luurnpa-Schule schreibt und illustriert ihre Unterrichtsmaterialien auf CDs oder DVDs in Englisch und in Kukatja, einer der Aborigines-Sprachen der Western Desert. Die Schule hat auch ein Wörterbuch der Kukatja-Sprache publiziert.
Die meisten Einwohner sprechen Kukatja, des Weiteren wird auch Walmajarri, Jaru, Pintupi, Warlpiri und Kriol gesprochen. Die meisten Erwachsenen, die im Ort leben, beherrschen drei Sprachen.

## Künstler
In Balgo leben bis zu 500 Menschen, darunter eine große Anzahl von Künstlern wie Eubena (Yupinya) Nampitjin, Elizabeth Nyumi, Brandy Tjungurrayi, Boxer Milner, Sam Tjampitjin, Helicopter Tjungurrayi, Tjumpo Tjapanangka und Pauline Sunfly.
Die Künstler entstammen unterschiedlichen Sprachgruppen wie Kukatja, Walmatjarri, Ngarti, Jaru, Wangkatjungka, Pintupi und Warlpiri. 1987 wurde die Kunst-Kooperative Warlayirti Artists Aboriginal Corporation gegründet und ein Gebäude zu Ausstellungszwecken gebaut. Die Künstler erarbeiten vor allem farbenprächtige Acrylgemälde und inzwischen auch Drucke und Glaskunst. Ihre Themen sind der Traumzeit entnommen und behandeln die Landschaft mit Wasserläufen, Coolamons und Sanddünen.